# HB Køge
O HB Køge é um clube de futebol da Dinamarca, com sede na cidade de Køge.
O clube é uma fusão de Herfølge Boldklub e do Køge Boldklub que estava em bancarrota, que aconteceu em 2009.

## Elenco Atual
Atualizado em 14 de Março de 2015